# Wavelength (Tangerine Dream)
Wavelength è un album pubblicato nel 1984 dalla band tedesca di musica elettronica, i Tangerine Dream. Esso è la colonna sonora dell'omonimo film fantascientifico, diretto da Mike Gray e interpretato da Robert Carradine, Cherie Currie e Keenan Wynn.

## Lista delle tracce
1. Alien Voices – 0:16
2. Wavelength Main Title – 1:54
3. Desert Drive – 2:00
4. Mojave End Title– 3:59
5. Healing – 2:23
6. Breakout – 1:09
7. Alien Goodbyes – 1:50
8. Spaceship – 2:18
9. Church Theme – 3:41
10. Sunset Drive – 3:23
11. Airshaft – 3:10
12. Alley Walk – 2:55
13. Cyro Lab  – 2:13
14. Running Through The Hills – 1:30
15. Campfire Theme – 1:23
16. Mojave End Title (Reprise) – 3:51

## Formazione
- Edgar Froese: sintetizzatori, tastiere, chitarra elettrica.
- Christopher Franke: sintetizzatori, tastiere, flauto, drum machine.
- Johannes Schmoelling: sintetizzatori, tastiere.

## Fonte
- http://www.voices-in-the-net.de/wavelength.htm